# Adolf Lins
Adolf Lins (né le 21 octobre 1856 à Cassel, mort le 26 mars 1927 à Düsseldorf) est un peintre allemand.

## Biographie
Adolf Lins est le troisième des quatre enfants du couple marié Rudolph Lins (1822-1870), commis de bureau de poste, et Bertha Kürschner (1823-1890). Lorsque le père est passé d'assistant postal à secrétaire de poste principal, la famille déménage son appartement à la périphérie de la ville en raison de l'amélioration de la situation financière. Mais lors de la mort du père, Adolf a treize ans, la famille connaît un déclin social, change de résidence dans la Castenalsgasse dans la vieille ville de Cassel. La mère s'engage à faire en sorte que tous les enfants reçoivent une bonne éducation. Ainsi Adolf va au Friedrichs-Gymnasium en 1866 et part en 1872 pour l'Obersekunda-Reife.Le frère aîné Carl sera architecte et professeur de dessin, le frère cadet Theophil devient directeur d'usine et la sœur d'Adolf, Auguste Lins, qui a quatre ans de plus, dirige une Fachschule.
Adolf Lins étudie de 1872 à 1875 à l'école des beaux-arts de Cassel auprès de Friedrich Müller (de), Eduard Ihlée (de), August Bromeis et Eduard Stiegel.
Son premier séjour au sein de l'École de Willingshausen (de), en 1874 (puis chaque année jusqu'en 1908), résulte de la recommandation de ses professeurs de l'académie de Cassel d'intensifier son style de peinture avec des études pratiques sur place. Au village, il parvient à gagner l'affection des enfants de Willingshausen qui deviennent ses modèles. Avec les adultes aussi, il se crée rapidement une image particulière du fait de son apparition spontanée et de son activité de peinture au chevalet en plein air devant le Haase Gasthof, la véritable maison du peintre. L'amitié avec les peintres de Düsseldorf Hermann Sondermann et Nikolaus Barthelmess (de) le motive à s'installer également à Düsseldorf en 1877.
À Düsseldorf, où il s'installe dans l'immeuble de Georg Paffrath au Jacobistraße 14c et travaille d'abord pour Ferdinand Brütt, il devient membre de l'association d'artistes Malkasten, pour laquelle il écrit des pièces de théâtre et des poèmes, le cercle appelé "Orient" fondé en 1878 comprend également Eduard Kaempffer, Hugo Mühlig, Heinrich Otto, Hans von Volkmann et Fritz von Wille et l'association des artistes de Düsseldorf (de).

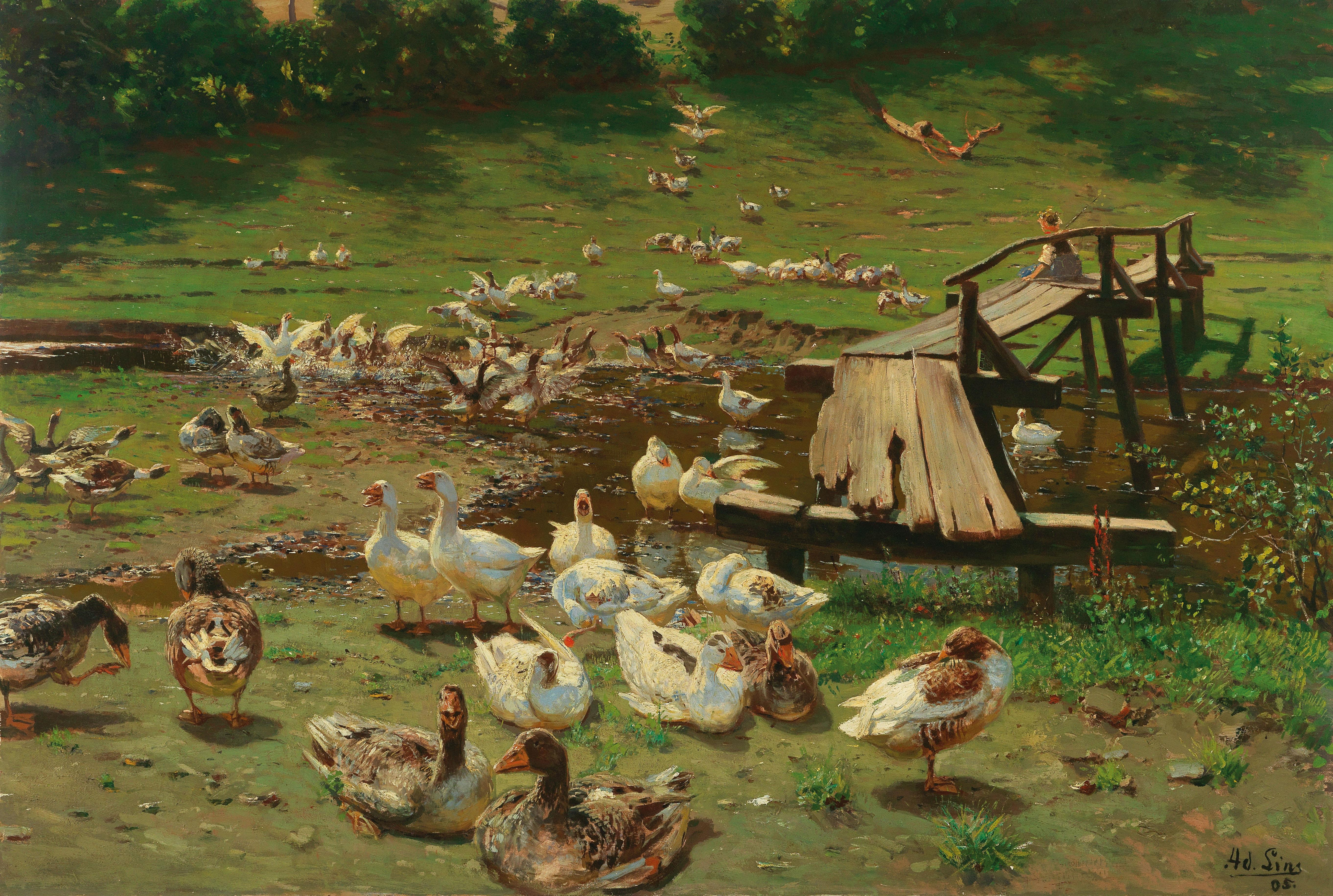
Un jour d'été, des oies au bord d'un étang, 1905.

À partir de 1877, Lins expose ses œuvres, des scènes d'enfants ruraux, mais surtout des vues et des paysages de village du Schwalm, de la Basse-Rhénanie et de la Westphalie et plus tard aussi de la Haute-Bavière, souvent avec des personnages travailleurs, chez les principaux marchands d'art de Düsseldorf et dans les expositions annuelles de l'association d'art pour la Rhénanie et Westphalie (de), de l'Association libre, de l'Académie de Berlin ainsi que de Dresde, Munich et Vienne. Depuis les années 1880, il préfère peindre des paysages de ruisseaux et de pâturages peuplés de vaches et de moutons, mais surtout de poules, de canards et d'oies, ce qui lui a valu le surnom de Gänselins. Lins passe du temps à étudier en plein air dans la Basse-Rhénanie, notamment à Nierst, où il passe occasionnellement quelques mois d'été. En 1880, il part étudier dans le Lippe à Schwalenberg et à Paris. En 1882, il fait un voyage à Kohlstädt, à Detmold et enfin au Tyrol. Des œuvres créées entre 1885 et 1890 documentent le séjour de l'artiste dans l'école de Dachau (de). Dans les années 1890, cependant, il traite de plus en plus le paysage pur, où son style de peinture se caractérise de plus en plus par un coup de pinceau expressif, presque violent.
En 1891, il cofonde la sécessionniste Association libre des artistes de Düsseldorf. De 1902 à 1906, Lins est membre du conseil d'administration de la Galerie d'art de Düsseldorf (de). Après la construction de la « maison » de l'Association des artistes de Düsseldorf au Sittarder Strasse 5, il y emménage dans un atelier.
À partir de 1908, Lins et Hugo Mühlig vivent et travaillent à Röllshausen, une ville voisine de Willingshausen, pendant les mois d'été. Ils restent dans le restaurant avec une salle séparée (leur atelier) appartenant au fermier Johann Georg Siebert (1856-1930). En 1910, de jeunes artistes de Willingshausen le suivent et Röllshausen devient une école d'artistes indépendants. Les peintres plus jeunes de trois décennies tels que Franz Eichhorst, Hans Bremer (de) et Hans Wiegand (de) les rejoignent. Ils sont par Emil Beithan (de) et Arno Drescher (de), qui s'installent finalement définitivement à Röllshausen.
Une caricature à l'aquarelle de Lins, créée en 1911, reflète l'humeur et l'ordre dominants du groupe de peintres. Tout le monde semble satisfait et s'accroche les uns aux autres. Afin de souligner leur unité et leur égalité, Lins place les peintres sur une ligne selon la taille. Lui-même, à droite, la pipe à la bouche, veut orienter son groupe d'artistes vers un « sous-officier ». Mühlig, avec un cigare à la bouche, un verre de bière à droite et un journal à gauche occupe le centre de l'image et est souligné par Linz comme une figure paternelle intellectuelle.
En 1915, Lins rencontre Gertrud Klein, qui devient sa gouvernante ; Pourtant, ce n'est que quatre ans avant sa mort en 1923 que le peintre légitime la cohabitation avec elle par un contrat de mariage. En 1926, il subit un accident vasculaire cérébral et tombe malade du diabète. Un œil doit être enlevé chirurgicalement. Lins meurt le 26 février 1927 et est enterré dans le Cimetière du Nord. Sa femme continue à vivre dans le bâtiment de la Sittarder Straße.